# ボステン湖
ボステン湖（ボステンこ、博斯騰湖）あるいはバグラシュ湖（ウイグル語: باغراش كۆلى / Baghrash Köli）は、中央アジア・タリム盆地の北東縁にある淡水湖である。一帯は現在中国・新疆ウイグル自治区バインゴリン・モンゴル自治州バグラシュ県（博湖県）となっている。

## 概要
コルラ市の北東およそ50kmにあり、新疆で最大の湖である。
湖の主たる水源は開都河（簡体字：开都河）であり、そのまた水源は天山山脈の雪解け水である。この湖から流れ出る孔雀河（中国語：孔雀河）は、タリム川の支流のひとつであり、かつてはロプノールに注いでいたが、現在下流域は干上がっている。
ボステン湖はコルラ市の重要な水源であるが、タリム川下流域の深刻な水不足を補うために孔雀河への水供給量を増やしている。一方、開都河流域の水利用が増えたことなどから、湖への流入量は減っている。このため、ボステン湖の水量は最近10年でほぼ半減しており、水質もわずかながら塩水湖に近づきつつあるといわれている。
中華人民共和国国家級風景名勝区（2002年認定）、中国の5A級観光地（2014年認定）である。